# رگی
رِگِی (به انگلیسی: Reggae) یک سبک موسیقی است که در اواخر دههٔ ۱۹۶۰ (میلادی) در جامائیکا پایه‌گذاری شد. در صورتی که پاره از اوقات برای بیان مفهوم گسترده تری، برای اشاره به بیشتر سبک‌های موسیقی جامائیکا استفاده می‌گردد. عبارت رگی نشانه نوعی سبک مخصوص موسیقی که سرچشمه از دوره توسعه اسکا و راک استدی می‌گیرند می باشد.
اساس رگی بر پایه‌ای ریتمیک که با تاکید روی ضدضرب‌ها شخصیت می‌گیرد (معروف به اسکنک) تشکیل شده‌است. رگه به صورت طبیعی آهسته تر از اسکا و تندتر از راک استدی است. رگه معمولاً بر روی ضرب‌های دوم و چهارم هر میزان تاکید می‌کند، در حالی که گیتار ریتم روی ضرب سوم تاکید می‌کند یا اینکه آکورد را از ضرب دوم و تا هنگام نواخته شدن ضرب سوم، نگه می‌دارد. سرعت آن و استفاده از خط باس منسجم باعث تفکیک بین این سبک و سبک راک استدی می‌باشد، گرچه بعدها هر دو سبک از این نو آوری‌ها به صورت جداگانه استفاده کردند.
از مشهورترین خوانندگان این سبک، باب مارلی است. وی نقش مهمی در گسترش این سبک و اندیشهٔ راستافاری داشت. 

## برخی از خوانندگان سبک رگی
- باب مارلی
- دمیان مارلی
- روشا
- شگی
- شان پال
- لارین هیل
- یوبی۴۰
- سینا حجازی
- گروه موسیقی دارکوب